# Jean Victoire Audouin
Jean Victoire Audouin, Jean Victor Audouin (ur. 27 kwietnia 1797 w Paryżu, zm. 9 listopada 1841 tamże) – francuski przyrodnik, naturalista, entomolog, karcynolog i ornitolog.

## Życiorys
Audouin urodził się w Paryżu. Początkowo studiował prawo, a później medycynę. W 1824 został asystentem Pierre’a-André Latreille’a, profesora entomologii w Muzeum Historii Naturalnej w Paryżu. W 1826 roku doktoryzował się pracą poświęconą chemii, zastosowaniom farmaceutycznym i efektom medycznym kantarydyny oraz produkującym ją chrząszczom. W 1829 roku opublikował wraz z Henrim Milne-Edwardsem książkę poświęconą historii naturalnej skorupiaków. W 1834 roku wydał wielotomową pracę poświęconą historii naturalnej owadów. W 1833 zastąpił Latreille’a na stanowisku we wspomnianym muzeum. Członkiem Francuskiej Akademii Nauk został w 1838 roku. Główne dzieło Audouina, poruszające tematykę entomologii stosowanej Histoire des insectes nuisibles à la vigne, zostało dokończone i wydane w 1842 przez Henriego Milne-Edwardsa i Charles’a Émile Blancharda.
Audouin był współzałożycielem powstałego w 1832 roku Société entomologique de France oraz współzałożycielem czasopisma „Annales des sciences naturelles”. W 1833 roku wybrano go na członka Królewskiej Szwedzkiej Akademii Nauk. Jako naturalista był wraz z Brongniartem i Jeanem Bory de Saint-Vincentem współautorem Dictionaire Classique d’Histoire Naturelle. Współpracował z Milne-Edwardsem nad badaniami i opisem fauny morskiej wybrzeży Francji. Audouin był autorem sekcji dotyczącej ptaków w wydanym w 1826 Description de l’Égypte Césara Savigny.

## Upamiętnienie
Na cześć zoologa nazwano m.in. gatunki: Microsporum audouinii oraz Ichthyaetus audouinii.